# أحمد محمد (لاعب رماية)
أحمد محمد (1996 - ) هو لاعب رماية مصري، ولد القاهرة في مصر.

## وصلات خارجية
- أحمد محمد على موقع الاتحاد الدولي (الإنجليزية)
- أحمد محمد على موقع اللجنة الأولمبية الدولية (الإنجليزية)
- أحمد محمد على موقع أوليمبيديا (الإنجليزية)